# Accelerație unghiulară
Accelerația unghiulară reprezintă în fizică vectorul axial al variației vitezei unghiulare a unui corp ce se rotește în jurul unei axe proprii. Este mărimea fizică fundamentală pentru caracterizarea mișcării de rotație.
Unitatea de măsură în SI este radianul pe secundă la pătrat (rad/s²).
Formula accelerației unghiulare este:
{\displaystyle \alpha ={\frac {d\omega }{dt}}={\frac {d^{2}\theta }{dt^{2}}}}
unde {\displaystyle \theta } este unghiul (orientat) descris de vectorul de poziție